# Eberhard von Stohrer
Eberhard von Stohrer, né le 5 février 1883 à Stuttgart et mort le 7 mars 1953 à Constance, est un diplomate allemand, ambassadeur du Reich.

## Biographie
Son père était le futur général d'infanterie du Wurtemberg Karl von Stohrer (1850-1920). En 1910, Stohrer quitte les services juridiques du Wurtemberg pour rejoindre le ministère des Affaires étrangères du Reich. De 1913 à 1919, il est secrétaire d'ambassade en Espagne et met sur pied un réseau d'agents contre les puissances occidentales. En reconnaissance, il reçoit la croix de fer de 2e classe. À partir de 1923, il dirige le service de presse du ministère des Affaires étrangères, puis à partir d'août 1924 le service du personnel en tant que sous-secrétaire d'État. Après des postes d'ambassade subalternes à Sofia, Bruxelles et Londres, il est nommé ambassadeur auprès du royaume d'Égypte en novembre 1926. Au Caire, il représente le Reich dans les négociations avec le gouvernement égyptien qui exige le retour du buste de Néfertiti de la section égyptienne des collections royales d'art prussien à Berlin. Les négociations échouent car Adolf Hitler y est opposé. En 1935, il est diplomate à Bucarest. En avril 1936, lors d'un voyage en voiture dans le Sahara, il fait 50 kilomètres de route hors-piste après une tempête de sable. Un aviateur britannique le trouve au bout de quatre jours.
En juillet 1936, Stohrer reçoit sa lettre d'accréditation auprès du gouvernement de la république d'Espagne. Le 1er septembre 1936, il adhère au NSDAP. Comme Hitler ne veut pas s'engager dans le coup d'État de Franco à ce moment, Stohrer ne remet pas sa lettre d'accréditation. Fin août 1937, Stohrer est envoyé à Salamanque comme ambassadeur auprès du gouvernement putschiste de l'Unión Militar Española (UME). À Madrid, Stohrer est impliqué dans des intrigues montée par les nationaux-socialistes afin d'entraîner l'Espagne dans la guerre mondiale. Selon ses propres déclarations (faites en 1948 et non vérifiables), il prend position contre les plans allemands. En 1941-1942, il dirige l'ambassade à Madrid. En 1943, il est démis de ses fonctions et renvoyé à Berlin où il sert au ministère des Affaires étrangères jusqu'à la fin de la guerre en 1945.
Le rapport romanesque non publié Abu-el-Widán, qui a été écrit par un prétendu Berthold Koenig, rapporte les événements à l'ambassade d'Allemagne à cette époque. On a supposé qu'il s'agissait d'un pseudonyme de Stohrer.

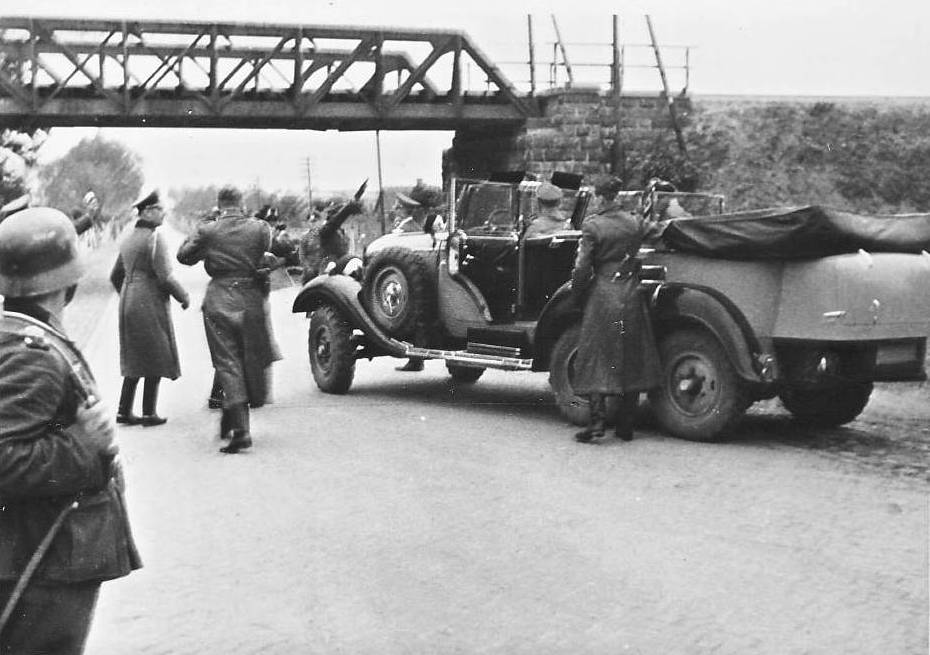
Ce modèle de Mercedes-Benz w31 540 est le seul exemplaire restant sur les quatre qui avaient été fabriqués. Il a été offert par Eberhard von Stohrer au général Franco. Les trois autres étaient utilisés par Adolf Hitler, Joseph Goebbels et Benito Mussolini. Cet exemplaire restant a été restauré entre 2001 et 2005 par Mercedes-Benz Cars pour le compte du propriétaire actuel, le Patrimoine national de l'État espagnol.